# Páncélcseh község
Páncélcseh község (románul: Comuna Panticeu) község Kolozs megyében, Romániában. Központja Páncélcseh, beosztott falvai Magyarderzse, Magyarköblös, Szentkatolnadorna, Szótelke.

## Fekvése
Kolozs megye északnyugati határán helyezkedik el, Szilágy megye szomszédságában, Kolozsvártól és Szamosújvártól egyaránt 40 kilométer távolságra. Kolozsvár felől a DJ 109A megyei úton közelíthető meg.
Szomszédos települések:
- keleten Poklostelke, Esztény, Magyarszarvaskend, Alsótők és Felsőtők
- északon Kisigrice, Bujdos, Völcs és Récekeresztúr
- nyugaton Vajdaháza
- délen Esküllő, Borsaújfalu, Kide és Bádok.

## Népessége
1850-től a népesség alábbiak szerint alakult:
| Lakosok száma | 3400 | 3662 | 4602 | 5169 | 5487 | 3396 | 2017 | 2001 | 1844 | 1717 |
|               | 1850 | 1880 | 1900 | 1930 | 1941 | 1977 | 1992 | 2002 | 2011 | 2021 |

A 2011-es népszámlálás adatai alapján a község népessége 1844 fő volt, melynek 77,01%-a román, 13,12%-a roma és 3,69%-a magyar. Vallási hovatartozás szempontjából a lakosság 73,92%-a ortodox, 10,14%-a pünkösdista, 3,36%-a református, 2,28%-a Jehova tanúja és 1,03%-a görög rítusú római katolikus.

## Nevezetességei
A község területéről az alábbi épületek szerepelnek a romániai műemlékek jegyzékében:
- a magyarderzsei református templom (LMI-kódja CJ-II-m-B-07594)
- a magyarköblösi református templom (CJ-II-m-B-07584)
- a páncélcsehi református templom (CJ-II-m-B-07731)
- a szentkatolnadornai Szent Kereszt felmagasztalása templom (CJ-II-m-B-07551)

## Híres emberek
- Magyarköblösön született Roska Márton (1880–1961) régész és Csíki László (1897–1988) mezőgazdász, főiskolai tanár.
- Páncélcsehen született Rettegi György (1718–1786) Szolnok-Doboka megye alispánja, emlékíró.